# 水口哲也
水口 哲也（みずぐち てつや、1965年5月22日 - ） は、クリエイター、プロデューサー、実業家、大学教員。Enhance（米国法人エンハンス）代表、Synesthesia Lab（シナスタジアラボ）主宰、慶應義塾大学大学院メディアデザイン研究科（Keio Media Design）特任教授、Resonair (レゾネア）株式会社代表、EDGEof（エッジ・オブ）共同設立者兼CCO、株式会社アカツキ社外取締役。北海道小樽市出身。

## 略歴
北海道札幌西高等学校卒業後、日本大学藝術学部文芸学科に進学、メディア美学専攻。卒業後セガへ入社した。
同社情感デザイン研究室室長、ユナイテッド・ゲーム・アーティスツ(UGA)代表、キューエンタテインメント取締役などを歴任。
2012年、Resonair (レゾネア）株式会社を設立。2014年、アメリカ・カリフォルニア州にコンテンツ・パブリッシング・カンパニー Enhance（エンハンス）社を設立。
2018年、共感覚的な体験を研究、実験するためのアライアンス型ラボ、シナスタジアラボを設立。同年、東京・渋谷にEDGEof（エッジオブ）を共同設立。
テクノロジーと共感覚的な体験を融合させる作風を持ち味としている。代表作として、映像と音楽を融合させたゲーム「Rez」（2001)、音と光のパズル「ルミネス」（2004）、指揮者のように操作しながら共感覚体験を可能にした「Child of Eden」（2010）、RezのVR拡張版である「Rez Infinite」（2016）、テトリスのVR拡張版「Tetris Effect」（2018）や、音楽と光と共に、触覚を全身に拡張するウェアラブルスーツ「シナスタジア・スーツ」（2016）、共感覚体験装置「シナスタジアX1 – 2.44」（2019）など。
文化庁メディア芸術祭エンターテインメント部門審査主査(2005-2007)、英国D&AD Award審査委員(2008)、日本賞審査員(2009)、芸術選奨選考審査員(2010)、Wired Creative hack Award審査委員(2013)、Media Ambition Tokyo理事(2019)、アカツキ取締役(2020)などを歴任。

## 経歴
水口が16歳の時の1981年にMTVの放送が始まり、自分でも音楽と映像を融合させた表現をしたいと思うようになった。

### セガ時代
大学時代からVRの研究をしていた一方、当時のゲームは2Dが主流だったためゲームにそこまで興味はなかった。セガの体感ゲーム用筐体「R-360」との出会いで考えが変わり、卒業後の1990年にセガへ入社した。
入社後、水口は「ジョイポリス」の前身となるアミューズメントパークのアトラクション設置について調査したり、鈴木久司とともに日本国外へ調査に行くこともあった。その後、水口は鈴木の命でアミューズメントパーク用アトラクションの映像制作を任される。この当時の様子について水口は2Dから3Dへの移行期と表現し、3Dの専門家がいないため自分たちで解決する必要があったことが良かったのではないかと振り返っており、CGクリエイターのマイケル・アリアスとも会ったという。
また、水口は映像制作に必要な高価な機材を調達できたものの、機材トラブルに悩んだとも話している。同時期、セガでは鈴木裕率いるチームが低解像度ながらもリアルタイムレンダリング表示が秒間30フレームのF1レースゲーム『バーチャレーシング』の開発を進めており、水口も裕に相談していた。
そして1993年、水口もラリーレースを題材とした『セガラリーチャンピオンシップ』の開発に乗り出した。セガ社内では水口がこの作品を手掛けることに反対する声もあったが、成功を収め、ゲームクリエイターとしての第一歩となった。また、水口がスペインを訪れた際、祖父・父・孫が役割分担をしながら同作を楽しむ様子を見て、ゲーム作りの意義を感じたという。その一方、レースゲームを作り続ける中で、水口はリアルさを突き詰めるばかりになってしまうと感じるようになった。自分が本当にやりたいことを考える中で音楽に行き当たり、『スペースチャンネル5』の開発へとつながった。湯田高志らによる初期案ではクールで芸術的な内容だったが、これではゲームとして遊べないと考えた水口はコミカルな要素を取り入れた。これと並行して『Rez』の企画も進められていた。

### キューエンタテインメント時代
セガを去った水口らはキューエンタテインメントを立ち上げた。
PlayStation Portableの発表を聞いた水口は、誰も遊んだことがなくて、かつ「ウォークマンのように音楽を聴きつつ，誰でも簡単に何かをいじりながら楽しめるゲーム」という命題から、効果音を音楽化することを考え、『ルミネス -音と光の電飾パズル-』が生まれた。
その後、キューエンタテインメントはニンテンドーDS向けパズルゲーム『メテオス』でも成功をおさめ、社員数も100人近くに増えた。その矢先の2008年リーマン・ショックの煽りでアメリカの企業と契約していたプロジェクトが立ち消えとなる。水口は2017年の講演の中でお金のストレスとクリエイティブで生ずるストレスは別物であるとしたうえで、その時からクリエイティブとビジネスの両立を考えるようになったという。最終的にキューエンタテインメントはファンドから資金調達と引き換えに成果を求められることとなり、水口は『NINETY-NINE NIGHTS』などに参加していたものの、折り合いがつかなくなり、2011年10月に発売された『Child Of Eden』を以てキューエンタテインメントを去った。

### 再びクリエイティブの世界へ
キューエンタテインメントとしての業務の傍らで、水口はミュージックビデオの制作をしていたものの、四角い画面の制約から逃れられないと感じ、クリエイティブから離れることも考えた。そこへ慶應義塾大学大学院メディアデザイン研究科から、特任教授として講義をしてほしいとの依頼が来て、引き受ける。水口は講義の中で自分が過去にかかわった作品を例に「欲望のチューニング」を教えていくこととなった。これにより、大学以外の企業や団体からも講演のオファーが来るようになった。
クリエイティブとコンサルティングを一体化させた仕事を水口は楽しんでいたものの、手を動かして何かを作る方が向いているのでは？とも感じていた。その矢先の2014年キューエンタテインメントが買収されるという情報が水口のもとに寄せられる。『ルミネス』の塩漬けを危惧した水口は、知人であるモブキャスト代表取締役の藪考樹と共同で権利を買い取り、スマートフォン向けパズルゲーム『LUMINES パズル＆ミュージック』として配信した。
その後、水口は販売を専門とするEnhance Gamesと、開発を中心とする集団レゾネアの代表を務めた。

## 作品履歴

### ビデオゲーム
| 発売年 | 作品名                               | プラットフォーム                                             | クレジット                                 | 脚注   |
| ------ | ------------------------------------ | ------------------------------------------------------------ | ------------------------------------------ | ------ |
| 1994年 | セガラリーチャンピオンシップ         | アーケード                                                   | プロデューサー                             | [ 2 ]  |
| 1995年 | マンクスTT スーパーバイク            | アーケード                                                   | プロデューサー                             | [ 2 ]  |
| 1996年 | セガツーリングカーチャンピオンシップ | アーケード                                                   | プロデューサー                             |        |
| 1998年 | Sega Rally 2                         | アーケード                                                   | プロデューサー                             |        |
| 1999年 | スペースチャンネル5                  | ドリームキャスト、PlayStation 2                              | プロデューサー                             | [ 2 ]  |
| 2001年 | Rez                                  | ドリームキャスト、PlayStation 2                              | プロデューサー                             | [ 2 ]  |
| 2002年 | スペースチャンネル5 Part 2           |                                                              | プロデューサー                             |        |
| 2004年 | ルミネス -音と光の電飾パズル-        | PlayStation Portable                                         | プロデューサー                             | [ 4 ]  |
| 2005年 | メテオス                             | ニンテンドーDS                                               | プロデューサー                             | [ 6 ]  |
| 2006年 | NINETY-NINE NIGHTS                   | Xbox 360                                                     | プロデューサー                             | [ 7 ]  |
| 2006年 | Every Extend Extra                   | PlayStation Portable                                         | プロデューサー                             | [ 8 ]  |
| 2006年 | Gunpey-R                             |                                                              | プロデューサー                             |        |
| 2006年 | Lumines 2                            |                                                              | プロデューサー                             |        |
| 2006年 | Lumines Live                         | Xbox 360                                                     | プロデューサー                             | [ 9 ]  |
| 2007年 | E4                                   |                                                              | プロデューサー                             |        |
| 2007年 | Rez HD                               |                                                              | プロデューサー                             |        |
| 2011年 | Child of Eden                        | PlayStation 3、Xbox 360                                      | ディレクター                               | [ 10 ] |
| 2016年 | Rez Infinite                         | PC（Occulus Rift、HTC Vive） PlayStation 4（PlayStation VR） | プロデューサー、クリエイティブディレクター | [ 11 ] |
| 2018   | ルミネスリマスター                   | PC PlayStation 4 Xbox One Nintendo Switch                    | エグゼクティブプロデューサー               | [ 12 ] |
| 2018年 | Tetris Effect                        | PlayStation 4（PlayStation VR）                              | プロデューサー、コンセプトデザイナー       | [ 13 ] |

### メディアアート作品
- 2016年 - Synesthesia Suit + Rez Infinite、クリエイティブディレクター (Media Ambition Tokyo)[14]
- 2018年 - Synesthesia Whale、クリエイティブディレクター (VENT)
- 2019年 - シナスタジア X1 - 2.44 featuring evala [See By Your Ears]、クリエイティブディレクター (Media Ambition Tokyo)

### 音楽
音楽アーティスト・プロデュース履歴
- 元気ロケッツ - Artist, Lyricist, Visual/Music Producer[9]
- Hydelic - Producer

音楽作品履歴
- 2006年 「Heavenly Star / Breeze」 - 作詞、プロデューサー[9]
- 2007年 「Genki Rockets I -Heavenly Star-」（アルバム）- 作詞、プロデューサー
- 2011年 「GENKI ROCKETS II -No border between us-」（アルバム）- 作詞、プロデューサー
- 2012年 「GENKI ROCKETS II -No border between us- Repackage」（アルバム）- 作詞、プロデューサー

### 映像
| 発表年 | 作品名                             | クレジット     | 備考                                                              | 脚注   |
| ------ | ---------------------------------- | -------------- | ----------------------------------------------------------------- | ------ |
| 1993年 | Megalopolice：Tokyo City Battle    | プロデューサー | 大型筐体「AS-1」用体感シアター映像 マイケル・アリアスとの共同制作 | [ 15 ] |
| 1993年 | 米米クラブ・ザ・ミュージックライド | プロデューサー | 体感シアター映像 フジテレビとの共同制作                           | [ 15 ] |
| 2006年 | Heavenly Star                      | プロデューサー | 元気ロケッツのミュージックビデオ                                  |        |
| 2007   | Breeze                             | プロデューサー | 元気ロケッツのミュージックビデオ                                  |        |
| 2008   | Star Line                          | プロデューサー | 元気ロケッツのミュージックビデオ                                  |        |
| 2010   | make.believe                       | プロデューサー | 元気ロケッツの3Dミュージックビデオ                                |        |

### その他
- 2007年 - LIVE EARTH オープニングアクト演出、ディレクター[16]

## 受賞歴など
- 2002年 - 米国Game Developer’s Conference、Developer Choice Award (Game Innovation Spotlights) 受賞（Rez）[17]
- 2002年 - 欧州アルスエレクトロニカ、インタラクティブアート部門Honorary Mention[18]、経済産業省デジタルコンテンツグランプリ・エンターテインメント部門サウンドデザイン賞[19]、文化庁メディア芸術祭特別賞[20]などを受賞（以上Rez）
- 2006年 - 全米製作者組合(PGA)が選ぶ「Digital 50」（世界のデジタル系イノベーター50人）に選出[21]
- 2008年 - グッドデザイン賞受賞 （Genki Rockets）[22]
- 2016年 - WIRED Audi INNOVATION AWARD 2016受賞[23]、グッドデザイン賞受賞（シナスタジア・スーツ）[24]、米国The Game Awards 2016 Best VR Game受賞 (Rez Infinite)[25]

## 出演履歴など
- 「スーパーテレビ情報最前線」（日本テレビ Rezの制作現場密着取材）
- 「課外授業 ようこそ先輩」-ステキな未来のつくり方-（NHK 2003年10月12日放送）
- 「デジスタ」（NHK 2004年3月6日放送）
- 「真剣10代・しゃべり場」（NHK・2005年8月5日放送）
- 「密着・ライブアース」（NHK 2007年8月18日放送 ライブ・アースのメイキング密着取材）
- 「イマジンの真実・John & Yokoからのメッセージ」（J-WAVE 番組ナビゲーター・2008年 アイスランドにて収録。オノ・ヨーコ、横尾忠則等に取材）
- 「世界ゲーム革命」(NHK 2010年12月12日放送 Child of Edenのメイキング密着ドキュメンタリー）
- 「Game Revolution -賢者の予言-」(NHK BS 2011年3月放送 水口自身が世界中の10人の賢者に「ゲームの未来はどこに向かうか？」をインタビューして制作された。人工知能の父、MIT（マサチューセッツ工科大学）のマービン・ミンスキー教授、MITメディアラボの副所長石井裕教授、ゲーミフィケーションのジェーン・マゴニガル、ウルティマシリーズを手がけたリチャード・ギャリオット、脳科学研究者の藤井直敬をはじめ、世界中の研究者やクリエイターが登場する）
- TEDxTokyo「Positive power of games」(2011)

## 書籍・記事・Web・対談など
- 「メディアの遺伝子 - デジタル・ゲノムの行方」（昭和堂・1998年）武邑光裕編
- 「デザイン言語2.0　インタラクションの思考法」（慶應義塾大学出版会・2006年）脇田玲、奥出直人編
- 「劇的クリエイティブ講座」（「劇的3時間SHOW」における佐藤可士和氏との対談が収録されている。イーストプレス・2009年）
- 「世界ゲーム革命」（NHK出版・2011年）『Child of Eden』の制作ドキュメンタリーや、水口がNHK BS「Game Revolution -賢者の予言」でインタビューした10人の解説などが掲載されている。
- WIRED Japan インタビュー「フィジカルでリアルな旅が、心をより豊かにする」 水口哲也（KMD特任教授）
- WIRED Japan 「いつか2015年は『ナイトライダー』が実現した年として記憶されるだろう」-バルセロナのサーキットにおけるレース仕様自律走行車体験記
- 水口哲也のハチャメチャ人生が『Rez』で人類を進化させるまで。「制約が創造を生む」なんて、もう言い訳しない（電ファミニコゲーマー）
- BAUS 「会社」でも「個人」でもなく「ユニオン」──クリエイター・水口哲也が辿り着いた「量子的」な働き方のすすめ
- WIRED Japan　「身体が音になる」共感覚的体験はいかに生まれたか？ 水口哲也 × evala対談" シナスタジアX1-2.44について(2019.03.28)
- WIRED Japan デジタル・ウェルビーイング特集 "共感覚、マルチモーダル、ゾーン：水口哲也が思い描くこれからの「意識のあり方」"(2019.05.01)